# 기즈가와다이역
기즈가와다이역(일본어: 木津川台駅)은 일본 교토부 기즈가와시에 위치한 긴키 닛폰 철도 교토 선의 철도역이다. 역 번호는 B 22이며, 상대식 승강장 2면 2선의 구조를 갖춘 고가역이다.

## 타는 곳
| 1 | B 교토 선 | 하행 | 다카노하라 · 야마토사이다이지 · 나라 · 덴리 · 가시하라진구마에 · 요시노 · 오사카난바 방면 |
| 2 | B 교토 선 | 상행 | 신호소노 · 단바바시 · 교토 · 교토 국제회관 방면                                           |

## 이용 현황
- 2005년 11월 8일 : 2,136명
- 2008년 11월 18일 : 2,279명
- 2010년 11월 9일 : 2,105명
- 2012년 11월 13일 : 2,279명
- 2015년 11월 10일 : 2,381명

## 역 주변
- 긴테쓰 기즈가와다이 주택지
- 오미야 신사
- 도시샤 국제 학원 초등부 · 국제부

## 인접 역
| 긴키 닛폰 철도 B 교토 선 | 긴키 닛폰 철도 B 교토 선 | 긴키 닛폰 철도 B 교토 선             |
| ------------------------ | ------------------------ | ------------------------------------ |
| B21 신호소노 교토 방면   | B 교토 선                | 야마다가와 B23 야마토사이다이지 방면 |